# Saona (ostrov)
Saona (španělsky Isla Saona) je tropický ostrov, který se nachází nedaleko od pevniny na jihovýchodním cípu Dominikánské republiky. Nachází se ve vládou chráněné přírodní rezervaci a je součástí národního parku Parque Nacional del Este. Také je oblíbenou destinací pro turisty z celého světa. Ostrov je známý pro své přírodní krásy a natáčelo se zde mnoho filmů a reklam např. na čokoládové tyčinky Bounty.

## Geografie
Saona se nachází v Karibském moři v souostroví Velké Antily. Leží nedaleko od hlavního ostrova Dominikánské republiky. Okolí ostrova je bohaté na mnoho exotických zvířat. Žije zde mnoho druhů ptáků a mořských ryb. Ostrov patří do Parque Nacional del Este rezervace oblíbené pro mnoho turistů. Ostrov má podlouhlý tvar. Dosahuje délky 25 kilometrů a 5 kilometrů šířky.

## Historie
Ostrov byl poprvé osídlen v 8. stol. př. n. l. Taíny, kteří se sem dostali z Haiti. Domorodci ostrovu říkali Adamanay.
Adamanay objevil dne 14. září 1494 Kryštof Kolumbus, který kolem ostrova proplouval během druhé objevné cesty do Nového světa. Byl pojmenován na počest italského města Savona. V 16. století byli zdejší domorodci vyvražděni španělskými vojáky.

## Spřatelená města
- Savona, Itálie

### Saona a Savona
Na počest původu názvu ostrova má Savona a ostrov určitou pospolitost.